# Ситроен C2
Ситроен C2 (на френски: Citroën C2) е малък автомобил на Ситроен, произвеждан от 2003 г. до месец ноември 2009 г. Позициониран в сегмент „B“, този автомобил са радва на широка популярност в България, както във вариант хечбек, така и в товарния вариант наречен Citroen C2 Enterprise. Дизайнер на Ситроен С2 (както и на С3) е Донато Коко, който понастоящем е главен дизайнер на Ферари. Товарният вариант е предпочитан от много фирми в България, сред които Евромаркет.

## История на модела
Първоначално C2 се произвежда от септември 2003 до 2006 година, когато претърпява промени предимно в интериора. През 2008 моделът е подложен на фейслифт, който овежава предната част на автомобила.
Заедно със Ситроен C3, задачата на C2 е била да замени популярния Ситроен Саксо. За разлика от Ситроен C3, с която се целят повече младите семейства, Ситроен C2 залага повече на младите шофьори, които искат да имат спротно-изглеждаща малка кола, която в същото време е и практична.
C2 се отличава както със силуета си, така и с постигнатите резултати – ясен показател за очарование и динамика. Citroen набляга на расовия характер на C2 – продаден в Европа в повече от 480 000 екземпляра от пускането си през 2003 г. до днес– благодарение на утвърдения си стил. Външните динамични и елегантни линии, допринесли за успеха му, са претърпели допълнително развитие в предната част. Бронята е по-внушителна, а новата декоративна решетка и шевроните са по-широки и с по-големи размери.
В България, Ситроен C2 е един от най-популярните малки автомобили, като изпреварва дори своя събрат Ситроен C1 по популярност. До голяма степен държи популярността си на атрактивния външен вид и на практичността си. Изборът на двигатели и трансмисии също е по-голям, от колкото при С1.

### Сигурност
За разлика от Ситроен Саксо, който има едва 2 от 5 звезди на Euro NCAP, C2 постига 4 от 5 звезди, което е много добър резултат.

### Товарна версия
Citroen C2 Entreprise е товарната версия на Ситроен C2. Той се движи без проблем и в градски условия, като в същото време предлага значително пространство във вътрешността. Полезният му обем е 539 литра под кората на багажника и 840 литра под тавана. Автомобилът разполага с равен под на товарното одтеление и сериен ограничител на товара, а като опция с ограничител на товара под формата на решетка.

### Двигатели и оборудване
Citroen C2 разполага с богата гама от двигатели: четири бензинови двигателя 1.1i, 1.4i, 1.6i 16V със 110 к.с., 1.6i 16V със 125 к.с. и дизелов двигател HDi 70. Благодарение на ниския разход на гориво от 4,4 л./100 км и на овладяното ниво въглеводородни емисии – 119 грама, C2 HDI 110 FAP разполага със сертификата Airdream – символ на най-екологичните модели на марката. Моделът се предлага с различно оборудване, обикновено запазено за по-горните класове автомобили, като променливо електро асистирано управление, автоматично запалване на фаровете, регулатор на скоростта, като по този начин изтъква стремежа за осигуряване на пълно спокойствие при пътуване.